# Belastungsvollmacht
Eine Belastungsvollmacht ist eine im Grundstückskaufvertrag enthaltene Klausel, die den Notar bevollmächtigt, das Grundstück mit einem Grundpfandrecht zu belasten. 

## Allgemeines
Eine Belastungsvollmacht ist nur erforderlich, wenn der Grundstückskäufer eine Fremdfinanzierung des Grundstückserwerbs schon vor einer Eigentumsumschreibung vornehmen will und der Kreditgeber hierfür eine Kreditsicherheit verlangt. Dann bietet sich für die Immobilienfinanzierung die Beleihung mittels Grundpfandrecht (Hypothek, Grundschuld oder Sicherungsgrundschuld) auf dem vom Käufer zu erwerbenden Grundstück (Beleihungsobjekt) an. Da dieses Grundstück rechtlich noch im Eigentum des Verkäufers steht und nur dieser Belastungen von Grundpfandrechten vornehmen kann und der Kaufpreis bereits vor Eigentumsumschreibung beim Notar vorliegen muss, hat die Praxis im Grundstückskaufvertrag eine vertragliche Konstruktion gefunden, die die Interessen von Käufer und Verkäufer gleichermaßen berücksichtigt.

## Inhalt
Zu diesem Zweck erteilt der Verkäufer dem Notar die Vollmacht, das zu verkaufende Grundstück bereits vor Eigentumsumschreibung – unabhängig von der
Rechtswirksamkeit des Grundstückskaufvertrags – in notarieller Urkunde des beurkundenden Notars mit einem oder mehreren Grundpfandrechten bis zur Höhe des Kaufpreises zu belasten und deren Eintragung zu beantragen und zu bewilligen. Die Grundpfandrechte erhalten den Rang vor der zugunsten des Käufers einzutragenden Auflassungsvormerkung. Der Käufer tritt seine Auszahlungsansprüche gegen die Grundpfandrechtsgläubiger an den Verkäufer ab und weist die Grundpfandrechtsgläubiger unwiderruflich an, den Betrag auf ein Notaranderkonto zu überweisen. Der Grundpfandrechtsgläubiger darf über die Grundpfandrechte nur insoweit verfügen, als er Auszahlungen mit Tilgungswirkung auf die Kaufpreisschuld des Käufers geleistet hat.

## Sicherung des Verkäufers
Eine derartige Belastung des Grundstücks mit Grundpfandrechten vor Eigentumsumschreibung ist für den Verkäufer risikoreich, weil formal das noch ihm gehörende Grundstück für Grundpfandrechte zugunsten des Käufers haftet und sich deshalb eine Zwangsvollstreckung des Grundpfandgläubigers gegen das Vermögen des Verkäufers richten würde. Um dies auszuschließen, wird der Kreditgeber des Käufers den Kreditbetrag im Wege des Treuhandauftrages auf das Notaranderkonto überweisen und erst dann der Notar den Antrag auf Eintragung des Grundpfandrechts im Grundbuch stellen. Der Verkäufer ist durch Abtretung der Auszahlungsansprüche nun Gläubiger gegenüber dem Kreditgeber, der wiederum durch den Treuhandauftrag zur Auszahlung auf das Notaranderkonto verpflichtet ist. Ist diese Auszahlung erfolgt, muss der Notar die Eigentumsumschreibung vollziehen und die Grundpfandrechte eintragen lassen. Das hat zur Folge, dass der Käufer nunmehr neuer Eigentümer und Sicherungsgeber ist, der Grundpfandrechtsgläubiger ein Grundpfandrecht auf dem Eigentum seines Kreditnehmers besitzt und der Verkäufer den Kaufpreis erhält.